# Scapa Flow
Scapa Flow är en fjärd som är omkring 30 km lång och nästan lika bred. Den ligger bland Orkneyöarna, söder om den största av dessa, Mainland (Pomona), i ett synnerligen skyddat läge och med utlopp såväl till Pentland firth i söder som till Nordsjön och Atlanten. I dessa lopp eller farleder löper tidvattensströmmarna med stor hastighet (varav namnet flow, ström). Scapa flow var den brittiska flottans viktigaste bas under de båda världskrigen. Basen lades ner 1956.
En whisky med namnet Scapa kommer från ett destilleri som ligger på huvudön vid Scapa Flows norra del.

## Första världskriget
Royal Navy (The Grand Fleet) hade sin bas i Scapa Flow från år 1914. Härifrån seglade skeppen till slaget vid Jylland år 1916.
Som följd av det tyska nederlaget under första världskriget blev den tyska flottan kvarhållen i Scapa Flow i väntan på fredsförhandlingarna i Versailles. Skeppen kom till Scapa Flow i november 1918 och blev en stor attraktion för öborna. Den 21 juni 1919 gav den tyska amiralen Ludwig von Reuter order om att sänka alla skepp för att förhindra att skeppen skulle komma i brittiska händer. 51 skepp sänktes och 9 sjömän miste livet, de sista omkomna i det första världskriget. Av de 51 skeppen var 10 slagskepp (ett gick på grund och sänktes inte), fem slagkryssare, fem kryssare (tre gick på grund och sänktes inte) och 44 torpedbåtar (fyra gick på grund och blev inte sänkta).

## Andra världskriget

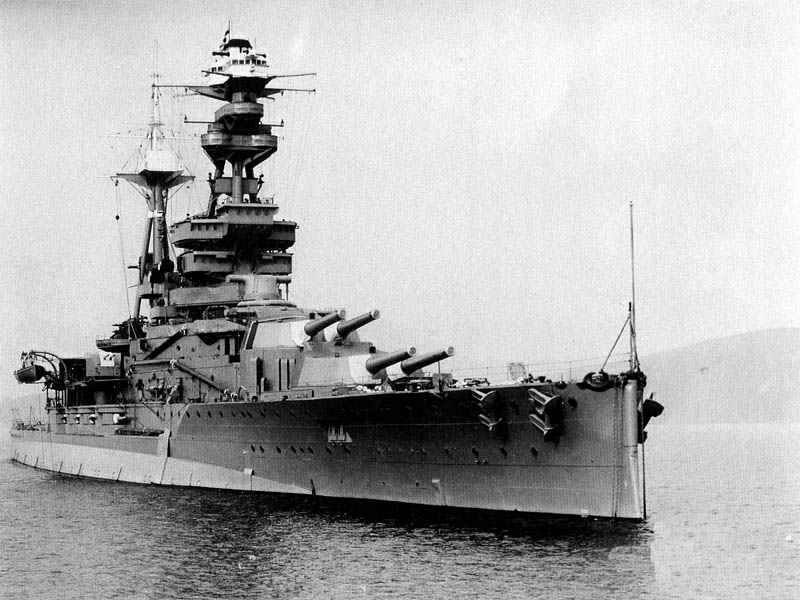
HMS Royal Oak

Marinbasen i Scapa Flow blev utsatt för ett angrepp från både ubåtar och luftangrepp från Luftwaffe. Före krigets start gjordes lite för att bygga försvarsanläggningar, eftersom man räknade med att det starka tidvattnet skulle skydda mot angrepp. En månad in i andra världskriget, 14 oktober 1939 blev Royal Navys slagskepp HMS Royal Oak sänkt av den tyska ubåten U-47 inne i hamnen. Totalt omkom 833 man vid denna händelse. Som motåtgärd bestämde sig britterna för att bygga upp ett nytt skydd. Dessa barriärer är idag kända som Churchillbarriärerna. De som utförde bygget var krigsfångar. Det var totalt 1 700 man som byggde anläggningen, och 1 200 av dessa var italienska krigsfångar. Krigsfångarna protesterade mot att bli satta i straffarbete, och hävdade att detta stred mot Genèvekonventionerna, som förbjuder makter som håller krigsfångar att använda dem till krigsrelaterat arbete. Britterna menade dock att barriärerna inte var krigsrelaterade, utan istället en åtgärd för att förbättra kommunikationen mellan öarna, eftersom man slapp att använda båt när man skulle över. De italienska krigsfångarna byggde ett kapell nära sjökanten. Idag är Italian Chapel en populär turistattraktion.
Scapa Flow är i dag ett mycket populärt mål bland dykare.